# Звільнений (Halo)
Звільнений (Unbound) — другий епізод першого сезону американського воєнного науково-фантастичного серіалу «Halo». Епізод написано Отто Батерстом, режисура Вейна Іпа. Перший показ відбувся 31 березня 2022 року.

## Зміст
«Кондор» прилітає на космічну станцію «Уламок», сховану серед астероїдів. Там Джон-177 отримує прихисток у Сорена-066, колишнього кандидата в «Спартанці», розчарованого в ККОН (Космічне Командування Об'єднаних Націй) через своє ушкодження.
Сорен-066 пропонує позбутися імплантатів, які пригнічують емоції, та почати повноцінне життя. Але Чіф хоче довідатися — що за річ він знайшов на Мадригалі. Соре знайомить його з божевільним в'язнем Редом, який був у полоні Ковенанту. Ред розповідає, що артефакти, подібні до реліквії з Мадригала — це основа релігії Ковенанту, і вони ведуть до якоїсь зброї. Джон вирішує повернутися до ККОН, щоб попередити про цю зброю.
Кетрін Голзі пропонує командуванню ККОН свою розробку — штучний інтелект Кортану, створену на основі її клона. Кортана керуватиме тілами «Спартанців», таким чином роблячи їх цілком слухняними. Щоправда, технологія швидкого клонування, використана для її створення, незаконна. Командування попри це дозволяє продовжити проєкт.
Зореліт «Стійкий світанок» перехоплює Джона-117 та ув'язнює його.
Пророки Ковенанту припускають, що реліквія з Мадригала — це вказівка до давно шуканого Гало.

## Сприйняття та відгуки
Станом на квітень 2025 року на сайті «IMDb» серія отримала 7.1 бала підтримки з можливих 10 при 6764 голосах користувачів.
У огляді «Den of Geek» Меган Кроуз проставлено 3 зірки із 5 та в огляді зазначено: «„Halo“ починає знаходити свою дорогу, хоча спроба ще трохи хитка. Як дитина, яка намагається не самознищитися під час першого тестового запуску Мйольніра. Завдяки збалансованості історії та людських історій, „Звільнений“ досягає золотої середини, яка зміцнює емоційні ритми. Які раніше читалися між рядків. Це класична, пристойна обстановка космічної опери, яка вирізняється вакуумною версією захоплюючої поїздки на шахтному автомобілі. Однак епізод трохи провисає в середині. Спартанці все ще трохи на одне лице, і не носять свої незграбні обладунки так природно, як це робить Пабло Шрайбер.»
Для вебсайту «The A.V. Club» Вільям Гаджес зазначав: «Весь задум знищений сценарієм — який ніколи не підходить для другої чернетки, коли підходить перша чернетка — і постійним й всепроникним відчуттям дешевизни. Дивовижний смак до жорстокості не замінить адекватного використання бюджету. І кінцевий результат — це щось, що буде принаймні трохи відразливим як для шанувальників серії ігор. Це імовірно, обернетьсяв всесвітом, який лише трохи схожий на той, на який вони витратили сотні годин. І малоцікавим для звичайних шанувальників наукової фантастики, які шукають наступного рішення.»
Оглядач «IGN» Джессі Шеден писав: «Відмінності між серіалом і вихідним матеріалом стають ще більш очевидними. Там, де ігри — це, в основному, масивні, атмосферні декорації, об'єднані тонким наративом, серіал набагато більше орієнтований на персонажів і історію. Можливо, це не те, на що чекав або навіть сподівався шанувальник „Halo“ в екранізації, але це підхід, який продовжує приносити дивіденди в другому епізоді. „Звільнений“ справді демонструє найбільш значне відхилення серіалу від ігор. Оскільки ми бачимо багато обличчя Пабло Шрайбера протягом цього епізоду. Але, до честі серіалу, це здається необхідною зміною. „Halo“ трохи змінився під час переходу від „Xbox“ до живої гри, але це непогано. Другий епізод серіалу показує набагато більше людської сторони Джона-117, а також швидко виправдовує рішення відкрити його обличчя. Ця частина також успішно позиціонує Макі як гідного антагоніста.»

## Знімались
| Актор            | Роль                 |
| ---------------- | -------------------- |
| Пабло Шрайбер    | Чіф                  |
| Шабана Азмі      | адміралка Парангоскі |
| Наташа Кулзак    | Різ-028              |
| Олів Грей        | Міранда Кейс         |
| Єрін Ха          | Кван                 |
| Бентлі Калу      | Ваннак-134           |
| Кейт Кеннеді     | Кей-125              |
| Чарлі Мерфі      | Макі                 |
| Денні Сапані     | Джейкоб Кейєс        |
| Джен Тейлор      | Кортана              |
| Бокім Вудбайн    | Сорен-066            |
| Наташа Мак-Елгон | Кетрін Голзі         |
| Джеймі Біміш     | Кейдон               |
| Берн Ґорман      | Віншер Грат          |
| Кейр Дуллі       | адмірал Гуд          |
| Джуліан Бліш     | Мерсі                |
| Карл Джонсон     | Істина               |
| Гілтон Мак-Рей   | Регрет               |